# Kalliolampi (sjö i Kuhmo, Kajanaland, 63,94 N, 29,33 Ö)
Kalliolampi är en sjö i kommunen Kuhmo i landskapet Kajanaland i Finland. Den är 7,2 meter djup. Arean är 43 hektar och strandlinjen är 3,43 kilometer lång. Sjön  ingår i Uleälvens huvudavrinningsområde.   Den ligger omkring 83 kilometer öster om Kajana och omkring 480 kilometer nordöst om Helsingfors. 